# Le Cerveau artificiel
Série Franchise Dexter Riley
L'Homme le plus fort du monde
(1975)
Pour plus de détails, voir Fiche technique et Distribution.
Le Cerveau artificiel (The Computer Wore Tennis Shoes) est un téléfilm américain réalisé par Peyton Reed, sorti en 1995.

## Synopsis
Un cancre qui reçoit une décharge électrique mystérieux dans un salle informatique et devint intellectuelle.

## Fiche technique
Sauf indication contraire, les informations mentionnées dans cette section peuvent être confirmées par les bases de données cinématographiques IMDb et Allociné,  présentes dans la section « Liens externes ».
- Titre original : The Computer Wore Tennis Shoes
- Titre français et québécois : Le Cerveau artificiel[1]
- Réalisation : Peyton Reed
- Scénario : Joseph L. McEveety et Ryan Rowe
- Musique : Philip Giffin
- Direction artistique : Cliff Bernay et Ashley Davies
- Décors : Peg McClellan
- Costumes : Tom Bronson
- Photographie : Russ T. Alsobrook
- Son : Ed Carr, Bruce Nazarian, Dennis Patterson, David Yaffe
- Montage : Jeff Gourson
- Production : Joseph B. Wallenstein
  - Production déléguée : Les Mayfield et George Zaloom
  - Coproduction : Michael Swerdlick
- Sociétés de production : Walt Disney Television et ZM Productions[2]
- Sociétés de distribution : American Broadcasting Company et Disney-ABC Domestic Television
- Budget : n/a
- Pays de production :  États-Unis
- Langue originale : anglais
- Format : couleur — 35 mm — 1,33:1 (Format 4/3) — son Stéréo
- Genre : comédie, science-fiction[3]
- Durée : 87 minutes
- Date de diffusion[4] :
  - États-Unis : 18 février 1995
  - France : 10 septembre 1995[5]

## Distribution
Sauf indication contraire, les informations mentionnées dans cette section peuvent être confirmées par les bases de données cinématographiques IMDb et Allociné,  présentes dans la section « Liens externes ».
- Kirk Cameron : Dexter Riley
- Larry Miller : Dean Al Valentine
- Jason Bernard : professeur Miles Quigley
- Andrew Woodworth : Will Rafferty
- Anne Marie Tremko[5] : Sarah Matthews
- Matthew McCurley : Norwood Gills
- Jeff Maynard : Gozin
- Charles Lane : régent Yarborough
- Paul Dooley : sénateur Thatch
- Dan Castellaneta : Alan Winsdale
- Dean Jones : Dean Webster Carlson
- Christin Hinojosa : Penelope
- Eric Schaeffer : Rich Prentiss
- Jeff Garlin : agent Reese
- Eddie Deezen : agent Tucker
- John Wesley : Dr Freeman
- Sean Gavigan : professeur Knowlton
- Janet Rotblatt : professeure Goldstein
- Adrian Ricard : Mme Weaver
- Joe Minjares : un brésilien
- Iqbal Theba : un sri lankais
- Darshanie Bruite : princesse Shmiri
- Paul Barselou : régent Mears
- Frank Bausmith : un gentilhomme
- Renee Ridgeley : une mère
- Josh Wolford : un garçon
- Lelia Goldoni : femme du Hale Club
- Jeffrey Lampert : un régisseur
- Peyton Reed : un policier